# Pfahlrost

Ein aus 2000 Pfählen bestehender Pfahlrost der rätischen Mauer

Pfahlroste gehören zu den Tiefgründungen und bestehen aus einer Anzahl von Pfählen oder Pfahlgruppen, deren oberer Abschluss von einer Rostplatte gebildet wird. Auf dieser kann dann das eigentliche Bauwerk errichtet werden. Pfahlroste werden in tiefe und hohe Pfahlroste unterschieden. Früher wurden Holzpfähle verwendet.

## Pfähle
Die Pfähle werden als Einzelpfähle oder auch als Pfahlgruppen angeordnet. Sie übertragen die Lasten in den Baugrund. Zur Aufnahme von Horizontalkräften werden einzelne Pfähle oft auch schräg angeordnet, um eine Beanspruchung der senkrechten Pfähle auf Biegung zu vermeiden. Bei Pfahlgruppen ist es vorteilhaft, die Pfähle schräg einzutreiben, um das Gewicht des Bauwerks auf eine möglichst große Fläche zu verteilen.

## Rostplatte
Die Rostplatte verbindet die Pfähle oder Pfahlgruppen. Sie kann aus einer Platte (z. B. Stahlbetonplatte) bestehen oder aus einer Kombination von Balken und Platte (Plattenbalken).

## Tiefe und hohe Pfahlroste
Bei tiefen Pfahlrosten befindet sich die Rostplatte auf oder unter dem Gelände. Die Pfähle befinden sich damit vollständig im Boden. In der Regel braucht für diese Pfähle kein Knicksicherheitsnachweis geführt zu werden, da sie durch den Boden gestützt werden.
Bei hohen Pfahlrosten ragen die Pfähle über das Gelände hinaus, also liegt die Rostplatte über der Geländeoberfläche. Das gilt z. B. auch für Pfahlgründungen im Wasser. Hier ist in der Regel auch ein Knicksicherheitsnachweis für die Pfähle zu führen.